# Plesso coccigeo
Il plesso coccigeo è uno dei sei plessi nervosi appartenenti al sistema nervoso periferico. Viene talvolta considerato parte del plesso pudendo.
Situato nella cavità pelvica ai lati del coccige, davanti al muscolo ischiococcigeo, riceve le fibre nervose della divisione anteriore di S5, di parte di quella di S4 e del primo nervo coccigeo, formando il nervo anococcigeo. Emette rami viscerali parasimpatici che si anastomizzano con il plesso ipogastrico, rami somatici per il muscolo ischiococcigeo e rami cutanei per la regione coccigea.